# Giovanni Bonollo
Giovanni Bonollo (Vicenza, 22 maggio 1812 – Torino, 22 gennaio 1861) è stato un politico italiano.

## Biografia
Fu deputato del Regno di Sardegna nella VII legislatura, eletto nel collegio di Como III.